# 덴메이
덴메이(天明, てんめい)는 일본의 연호(元号) 중 하나이다.
- 전후 : 안에이(安永) 이후 - 간세이(寛政) 이전.
- 시기 : 1781년 ~ 1789년
- 천황 : 고카쿠 천황
- 쇼군 : 에도 막부의 도쿠가와 이에하루, 이에나리

## 개원(改元)
- 안에이 10년 4월 2일(1781년 4월 25일), 고카쿠 천황의 즉위에 맞춰 개원.
- 덴메이 9년 1월 25일(1789년 2월 19일), 간세이로 개원된다.

## 출전
《상서》의 “顧諟天之明命”.

## 덴메이 시기에 일어난 일
- 2년 ~ 8년
  - 덴메이 대기근
- 2년
  - 7월 5일 : 에도와 오사카에서 쌀집 약탈 사건이 벌어지다.
- 3년
  - 7월 6일 : 아사마 산이 대분화해 약 2만명의 사망자를 내다. 대기근이 한층 더 심각해지다.
- 4년
  - 2월 23일 : 지쿠젠 시카노시마에서 금인(金印, 고대 일본왕의 도장. 국보로 지정됨)이 발견되다.
  - 3월 : 다누마 오키토모가 에도 성내에서 사노 마사코토에게 살해당하다.
- 6년
  - 8월 : 다누마 오키쓰구가 실각하다.
- 7년
  - 4월 : 도쿠가와 이에나리가 쇼군에 취임하다.
  - 6월 : 마쓰다이라 사다노부가 로주에 취임하다.
- 8년
  - 1월 30일 : 덴메이 대화재. 교토의 절반 이상이 소실되다.
  - 손고 사건

### 죽음
- 4년
  - 다누마 오키토모
- 5년
  - 호소카와 시게카타
- 6년
  - 나카가와 준안
  - 도쿠가와 이에하루
- 8년
  - 다누마 오키쓰구

## 서력과의 대조표
| 덴메이 | 원년   | 2년    | 3년    | 4년    | 5년    | 6년    | 7년    | 8년    | 9년    |
| ------ | ------ | ------ | ------ | ------ | ------ | ------ | ------ | ------ | ------ |
| 서력   | 1781년 | 1782년 | 1783년 | 1784년 | 1785년 | 1786년 | 1787년 | 1788년 | 1789년 |
| 간지   | 신축   | 임인   | 계묘   | 갑진   | 을사   | 병오   | 정미   | 무신   | 기유   |

## 같이 보기
- 일본의 연호 일람
- 천명(天明) : 대리국의 연호(? ~ 1044년).